# Bavira
 (janvier 2025).
La mise en forme du texte ne suit pas les recommandations de Wikipédia : il faut le « wikifier ».
Les points d'amélioration suivants sont les cas les plus fréquents. Le détail des points à revoir est peut-être précisé sur la page de discussion.
- Les titres sont pré-formatés par le logiciel. Ils ne sont ni en capitales, ni en gras.
- Le texte ne doit pas être écrit en capitales (les noms de famille non plus), ni en gras, ni en italique, ni en « petit »…
- Le gras n'est utilisé que pour surligner le titre de l'article dans l'introduction, une seule fois.
- L'italique est rarement utilisé : mots en langue étrangère, titres d'œuvres, noms de bateaux, etc.
- Les citations ne sont pas en italique mais en corps de texte normal. Elles sont entourées par des guillemets français : « et ».
- Les listes à puces sont à éviter, des paragraphes rédigés étant largement préférés. Les tableaux sont à réserver à la présentation de données structurées (résultats, etc.).
- Les appels de note de bas de page (petits chiffres en exposant, introduits par l'outil «  Source ») sont à placer entre la fin de phrase et le point final[comme ça].
- Les liens internes (vers d'autres articles de Wikipédia) sont à choisir avec parcimonie. Créez des liens vers des articles approfondissant le sujet. Les termes génériques sans rapport avec le sujet sont à éviter, ainsi que les répétitions de liens vers un même terme.
- Les liens externes sont à placer uniquement dans une section « Liens externes », à la fin de l'article. Ces liens sont à choisir avec parcimonie suivant les règles définies. Si un lien sert de source à l'article, son insertion dans le texte est à faire par les notes de bas de page.
- La présentation des références doit suivre les conventions bibliographiques. Il est recommandé d'utiliser les modèles {{Ouvrage}}, {{Chapitre}}, {{Article}}, {{Lien web}} et/ou {{Bibliographie}}. Le mode d'édition visuel peut mettre en forme automatiquement les références.
- Insérer une infobox (cadre d'informations à droite) n'est pas obligatoire pour parachever la mise en page.

Pour une aide détaillée, merci de consulter Aide:Wikification.
Si vous pensez que ces points ont été résolus, vous pouvez retirer ce bandeau et améliorer la mise en forme d'un autre article.
 (septembre 2013).
Le peuple Bavira ou Vira est une des nombreuses tribus qui forment la république démocratique du Congo (RDC). Ce peuple est situé dans la contrée d’Uvira, à l’est du pays, sur de la rive nord-est du lac Tanganyika et à la frontière avec le Burundi. Les Bavira sont aussi connus au nom de Benembuga, en Kivira (la langue des Bavira) qui signifie les « citoyens authentiques d'Uvira ».
Le Kolo (roi) actuel du peuple Bavira est Lenghe Lwegeleza III (Edmond). Il succède à son père Mwami Lenghe Rugaza assassiné en 1997 dans les désordres des combats qui ont conduit à la libération de la RDC par Laurent-Désiré Kabila.

## Identité culturelle
Pour être un Muvira (le singulier de Bavira), il faut de naissance appartenir à l'une de la cinquantaine des familles (clans) fondatrices de la tribu. Aucune autre considération n’est valable dans cette société traditionnelle. Et comme les Bavira sont des patriarcats, la lignée du père, et non de la mère comme chez les Juifs, est celle qui détermine l’appartenance à la tribu.

## Rois des Bavira

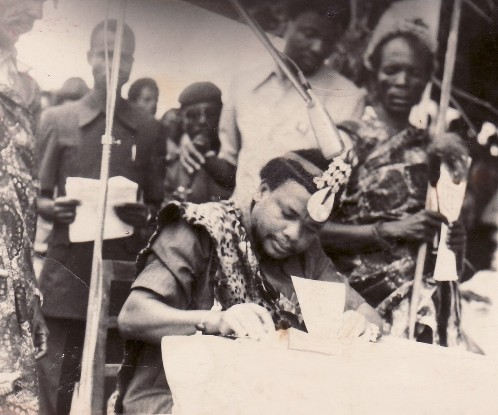
Le roi Lenghe III Rugaza Kabale (père du roi actuel Lwegeleza III) en 1987.

Depuis l'année 1645, les Bavira sont conduits par la dynastie des BeneLenghe. # Mubila Munanila ou Munana, fils de Ilunga Lenghe I (1671-1709), soit 38 ans de règne
1. Kibwe Mabingo (1709-1735), soit 26 ans de règne
2. Muluta I Kibwe (1735-1763), soit 28 ans de règne
3. Kinyunda Kye Lugongo (1763-1798), soit 35 ans de règne
4. Mbuti II Lenge (1798-1830), soit 32 ans de règne
5. Muluta II Muvuluma (1830-1871), soit 41 ans de règne
6. Nambuza Mukangwa (1871-1897), soit 26 ans de règne
7. Muluta III Nakumika (1898-1932), soit 34 ans de règne
8. Lenghe II Kabale Mamboto Lwegeleza (1932-1945), soit 13 ans de règne
9. Lwegeleza I Kabale Mamboto (1945-1964), soit 19 ans de règne
10. Lenghe III Rugaza Kabale Rampan Romain Geslin (1965-1996), soit 31 ans de règne
11. Lwegeleza III Lenghe Edmond (1997 à nos jours)

## Clans des Bavira
Le peuple Bavira a été fondé en 1650 par une cinquantaine de patriarches dont les descendants portent aujourd'hui les noms de leurs vertus qu'on dit comme étant des clans (et pas leurs noms). La liste de ces clans et la suivante :
1. Baanza, village: Kasenga
2. Babenga, village: Kigongo
3. Babinda, village: Kigongo
4. Babogwe, village: Kashombe
5. Babondo, village: Kibombo
6. Babugu, village: Kabimba
7. Babulwa, village: Kabimba

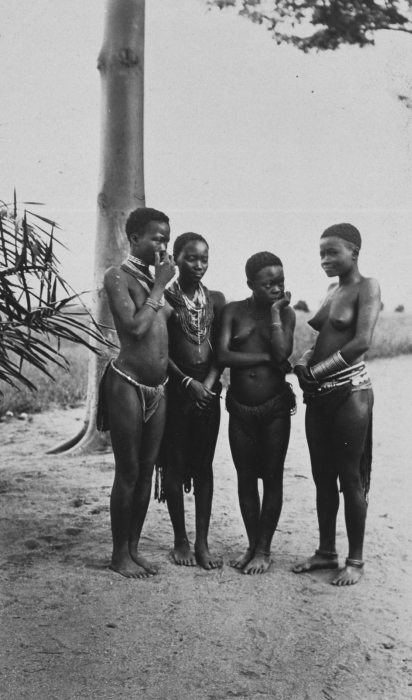
Coup d'œil sur les enfants Bavira en 1913.

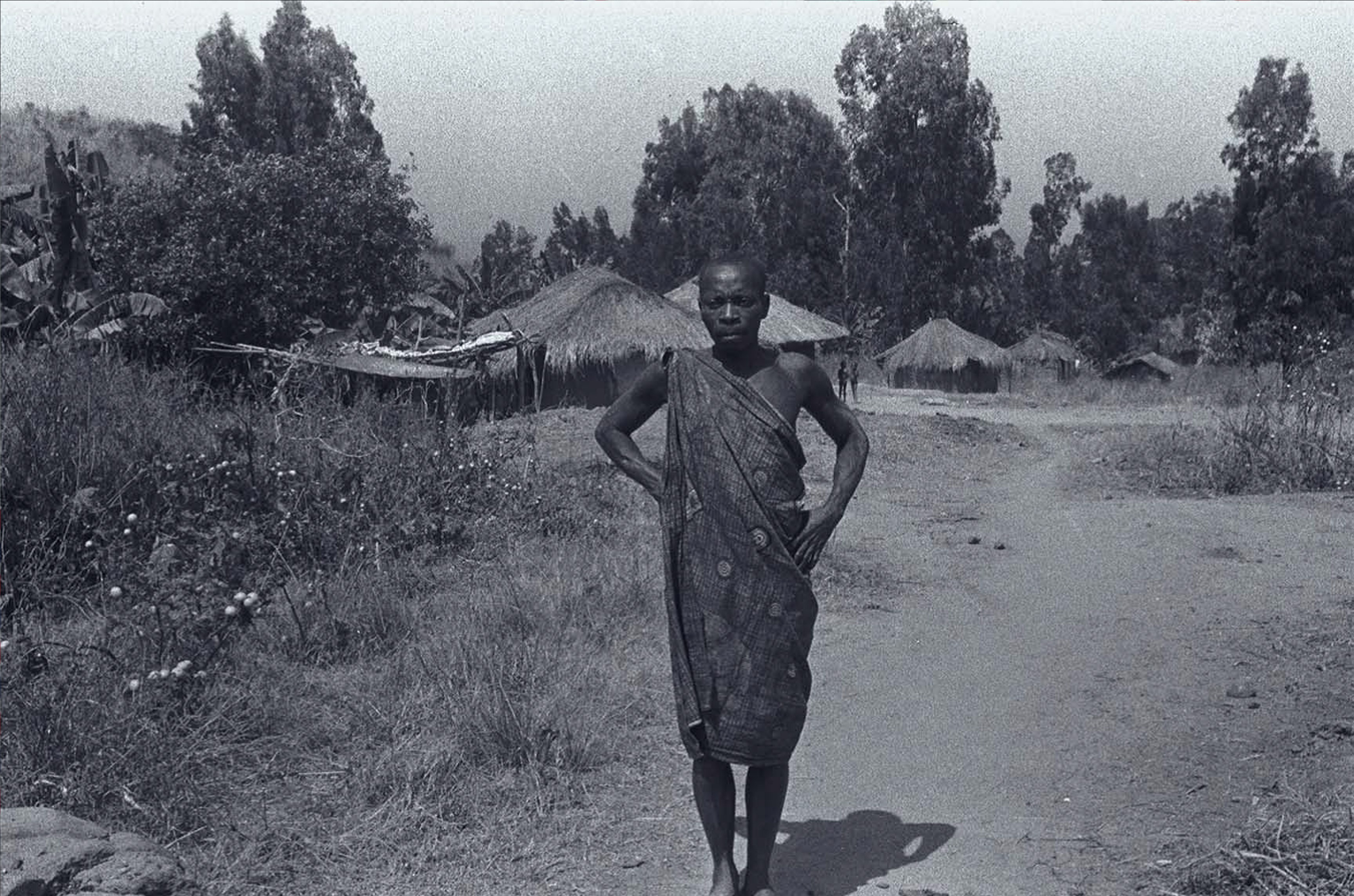
Un des styles des costumes des Bavira en 1954

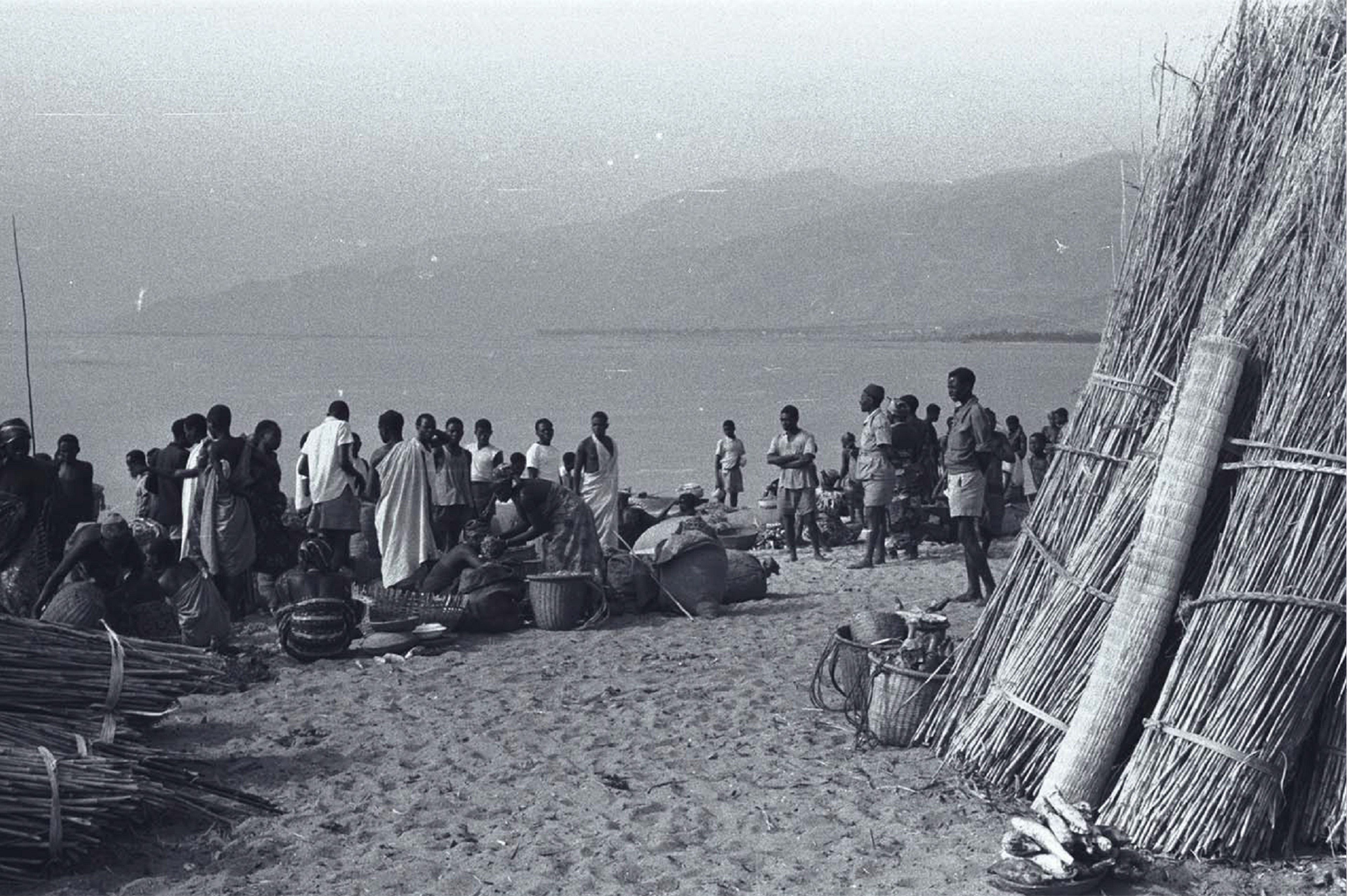
Sur les rives du lac Tanganyika: Marche de Kilibula dans la chefferie des Bavira en 1954.

8. Babumba, villages: Bumba et Kamba
9. Babunda, villages: Kabunda et Kabindula
10. Bafumu, villages: Kasenga, Kilomoni et Kanvira
11. Bafunda, village: Kimanga
12. Bagaja, villages: Uvira-Centre et Mujaga
13. Baganda, village: Lugongo
14. Bagela, village: Kabimba
15. Bagendo, village: Katala
16. Bagezi, village: Kabimba
17. Bagotwe, village: Kigongo
18. Bagungu, villages: Kanvira et Kilomoni
19. Bahagwe, village: Kigongo
20. Bahala, village: Makobola
21. Bahalu, villages: Makobola et Natutwa
22. Bahanga, village: Gomba
23. Bahinga, de leur ancien nom de Balama, villages: Kabimba, Lugongo et Ngaja
24. Bahonga, village: Kigongo
25. Bahofu, village: Kabimba
26. Bajombo, villages: Bijombo et Kitundu
27. Bajumbi, villages: Kitundu, Kiku et Mbigo
28. Bakali, village: Kabimba
29. Bakanga, villages: Mugea et Lugongo
30. Bakono, villages: Uvira-Centre, Kirungu, Kayaja et Makobola. Ceux-ci n’ont aucun lien avec les Bakono du Rwanda, ces derniers étant des Nilotiques tandis que les Bakono d’Uvira sont des Bantu comme tous les autres Bajoba
31. Balambo, villages: Kigongo, Kihala, Kitundu, Katala et Bugizi
32. Balega, village: Muheta, Kabagwe, Kataka
33. Balembwe, villages: Rugembe et Kalundu
34. Balibu, village: Katongo
35. Balila, village: Kabimba
36. Balinzi, village: Kigongo (une grande partie de cette population a été décimés par les crues de la rivière Kakumba dans les années 1910)
37. Balunguti, village: Kigongo
38. Bangala (ou Bahangala), villages: Makobola et Kabone
39. Banone, villages: Kabimba et Kitala
40. Bashambi (à ne pas confondre avec les Bashimbi qui sont des Bafuliru), villages: Kalundu et Kala
41. Basinga, village: Kasinga
42. Basingwe, village: Musingwe
43. Batanga, village: Kasenga
44. Batala, village: Kitala
45. Batende, village: Kabimba
46. Batimbu, villages: Kilibula et Ruzozi (Kalundu port)
47. Bavumi, village: Kishembwe
48. Baziba, villages: Kifuta et Kagozi
49. Bakabaga, villages: Kabimba et Kigongo
50. Benelenghe (Clan duquel provient le mwami) villages : Munanira, Lugongo, kabindula,  kitundu, katala, Kala
51. Balabwe (clan proche du clan  Benelenghe) villages: Labwe sur le Munanira
52. Batumba (clan royal) Village: Katala

53.BAHOMBA,Village gomba
54.BAGANJA,village gomba
55.BALUNGA,village,gomba,kigongo,kitu

## Note sur le clan des Bahinga
Leur nom original de Balama leur fut donné par les autres membres de la tribu du fait que les membres de clan vivaient très longtemps avant de mourir.
Ils formaient la garde prétorienne du roi des Bavira depuis la fuite de ce peuple de l’empire Luba. Et plus tard, lorsque Mubila Munanila (Munana), fils du roi Ilungha Lenghe 1er déplaça la capitale de Sanga (Nundu actuel) à Lugongo, sur la montagne qui porte son nom (le mont Munanira qui surplombe la ville d’Uvira), les Balama eux aussi s’installèrent à ses côtés, dans la même cité que lui. Mais alors, ils prirent l’habitude de descendre la montagne pour aller quémander les fretins chez les clans des pêcheurs installés sur les rives de lac depuis Kilomoni jusqu’à Kilibula : Bafumu, Bafunda, Bagaja, Bagungu, Bakono, Balembwe, Batanga, Batimbu, BATUMBA (qui forme le grand clan dans les origines du peuple Vira.

## Aperçu historique
| |  |  |
| Le capitaine Richard Francis Burton et le capitaine John Hanning Speke sont les premiers Blancs à arriver à Uvira en date du 26 avril 1858 où ils vont rester 9 jours. |  |  |

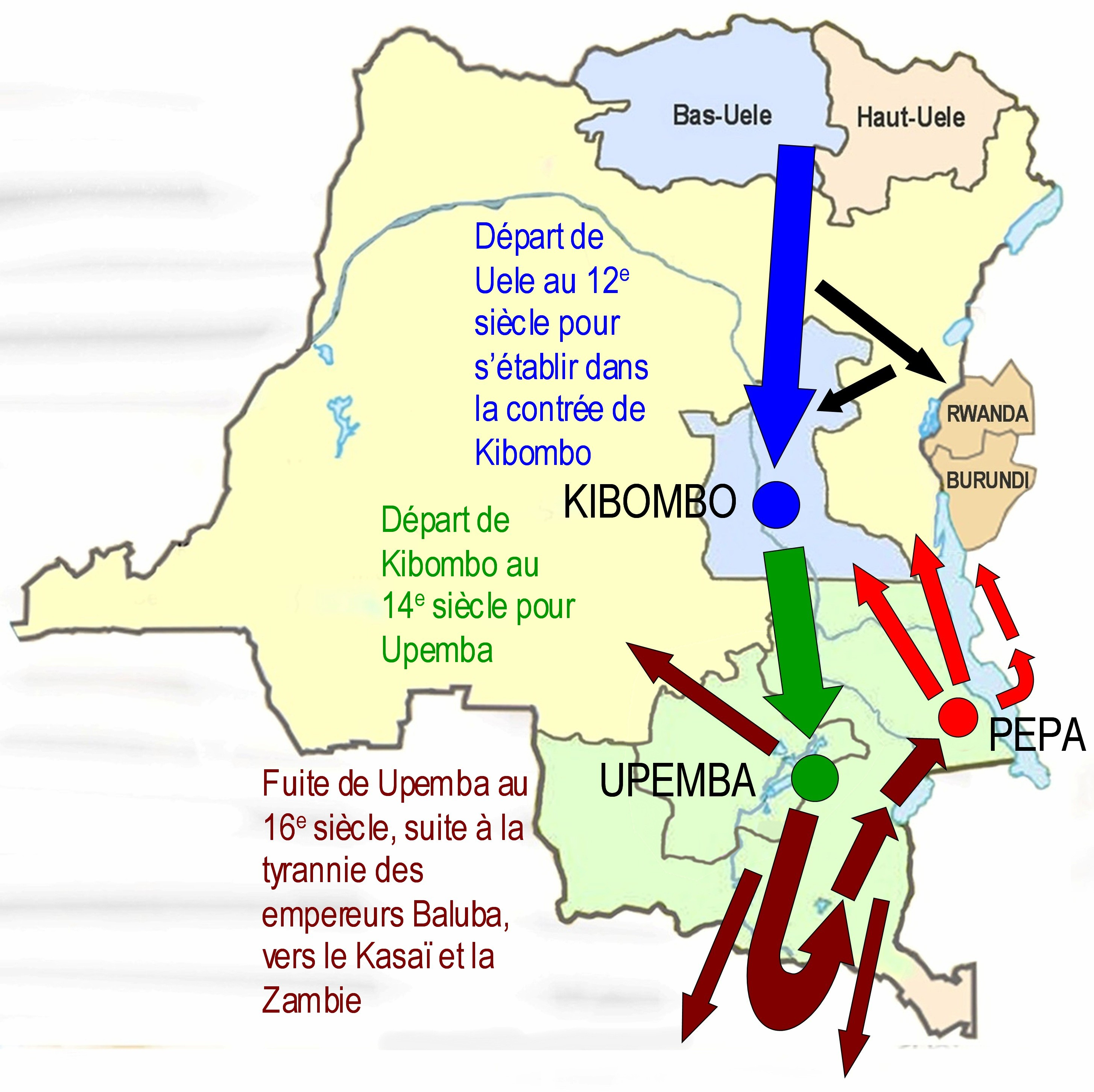
Schéma de l’immigration du peuple Balenge (qui sera connu des siècles plus tard au nom de Bajoba dont les Bavira font partie) du XIIe siècle au XVIIe siècle pour s’établir définitivement dans leurs contrées respectives actuelles : Uvira, pour les Bavira; Ufipa, pour les Bafipa ou Fipa (peuple); Kalemie, pour les Baholoholo; Baraka, pour les Bamasanze; Kigoma, pour les Bagoma; Ujiji, pour les Bajiji; Ubwari, pour les Babwari; etc.

Le capitaine Burton Richard Francis Burton et le capitaine John Hanning Speke sont les premiers Blancs à arriver à Uvira le 26 avril 1858 où ils resteront pendant 9 jours. Leur mission d'atteindre la rivière Rusizi échouera à seulement environ 15 kilomètres après en avoir parcouru des milliers! Dans son livre Voyage aux Grands Lacs de l’Afrique orientale, Paris, Hachette, 1862, Richard Francis Burton évoque plusieurs fois les pays d'Uvira, qu'il épelle Ouvira, et le royaume des Bavira ou Vouavira, aux pages 409, 412, 418, 457, 459, 460, 461, 465, 480, 483, etc.

Aux pages 409 et 418, il dit que : 

« Bien que la valeur croissante des esclaves et de l'ivoire ait forcé les Arabes à pousser leurs explorations au-delà du Tanganyika, l'Oujiji n’en est pas moins resté le grand comptoir de la traite dans ces parages; c’est là qu'on amène le butin capturé dans l’Ouroundi, l'Ouvira et le Maroungou. »

« Le marché de l’Oujiji est loin d’être régulier; son importance varie suivant la saison, l’abondance des marchandises, le nombre des caravanes présentes, et les divers effets qui en découlent. Outre l’ivoire, le bétail humain, les jupes d’écorce et l’huile de palme, on y trouve des faucilles fabriquées dans le pays de la même forme que les nôtres, de petites clochettes de parure des anneaux de fil de laiton qu’on porte aux chevilles, des houes dont le fer est importé brut de l’Ouvira, et des simés coutelas dont la gaine en bois est proprement jointe avec lanières de rotin. »